# Comitè Contra el Terrorisme del Consell de Seguretat de les Nacions Unides
El Comitè Contra el Terrorisme (CTC) és un òrgan subsidiari del Consell de Seguretat de les Nacions Unides.
Com a conseqüència dels atemptats de l'11 de setembre de 2001 als Estats Units, el Consell de Seguretat de les Nacions Unides va aprovar per unanimitat la resolució 1373, que, entre les seves disposicions, obliga a tots els Estats a penalitzar l'ajuda per a activitats terroristes, negar suport financer i refugi segur al terrorisme i compartir informació sobre grups que planifiquen atacs terroristes.

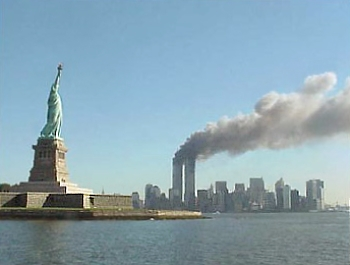
Atemptats de l'11 de setembre de 2001

El Comitè contra el Terrorisme de 15 membres es va establir al mateix temps per controlar l'aplicació de la resolució. Si bé l'objectiu final del Comitè és augmentar la capacitat dels Estats per combatre el terrorisme, no és un òrgan sancionador ni manté una llista de grups o persones designats com a terroristes.
Tot i que el Comitè contra el Terrorisme no és un proveïdor de capacitat directa, actua com a intermediari entre aquells estats o grups que tenen les capacitats pertinents i els que necessiten assistència.
En 2004 el Consell de Seguretat va adoptar la Resolució 1535, que va crear la Direcció Executiva del Comitè contra el Terrorisme (CTED) per proporcionar al CTC un assessorament expert en totes les àrees cobertes per resolució 1373. El CTED també es va establir amb l'objectiu de facilitar l'assistència tècnica als països, així com promoure una cooperació i una coordinació més estreta tant dins del sistema d'organitzacions de les Nacions Unides com entre organismes regionals i intergovernamentals.
Durant la Cimera Mundial de setembre de 2005 a les Nacions Unides, el Consell de Seguretat es va reunir a nivell de Cap d'Estat o Govern per només la tercera vegada en la seva història, va aprovar la Resolució 1624 sobre incitació a cometre actes de terrorisme. La resolució també va destacar les obligacions dels països per complir amb el dret internacional dels drets humans.
Els líders també van acordar concloure el treball sobre el projecte de convenció global sobre el terrorisme internacional, inclosa una definició legal d'actes terroristes, durant el 60è període de sessions de l'Assemblea General de les Nacions Unides. Aquest assoliment marcaria la culminació d'anys de negociació i debat sobre diverses propostes, incloses les contingudes en l'informe del Secretari General Kofi Annan, "En una major llibertat". En aquest document, va cridar urgentment per a l'adopció de una definició de terrorisme similar a la que figura a l'informe del Panell d'Alt Nivell sobre Amenaces, Reptes i Canvi, que indica que "l'assassinat deliberat i fer-ne objectiu de civils i no combatents no poden ser justificat ni legitimat per cap causa, i que qualsevol acció destinada a causar la mort o danys greus a civils o no combatents, quan el propòsit d'aquest acte, per la seva naturalesa o context, és intimidar una població o obligar un govern o una organització internacional a dur a terme o abstenir-se de qualsevol acte no es pot justificar i constitueix un acte de terrorisme".

## Centre contra el Terrorisme
El Centre de Lluita contra el Terrorisme de les Nacions Unides va ser creat l'any 2011 a l'Oficina de Tasques de la Implementació contra el Terrorisme al Departament d'Afers Polítics. Proporciona suport per a la creació de capacitats als Estats membres en l'aplicació de l'estratègia mundial contra el terrorisme de les Nacions Unides.

## Fons Fiduciari contra Terrorisme
El fons fiduciari es va establir per donar suport a la implementació de l'Estratègia Mundial contra el Terrorisme de les Nacions Unides.